# Selbstbildnis

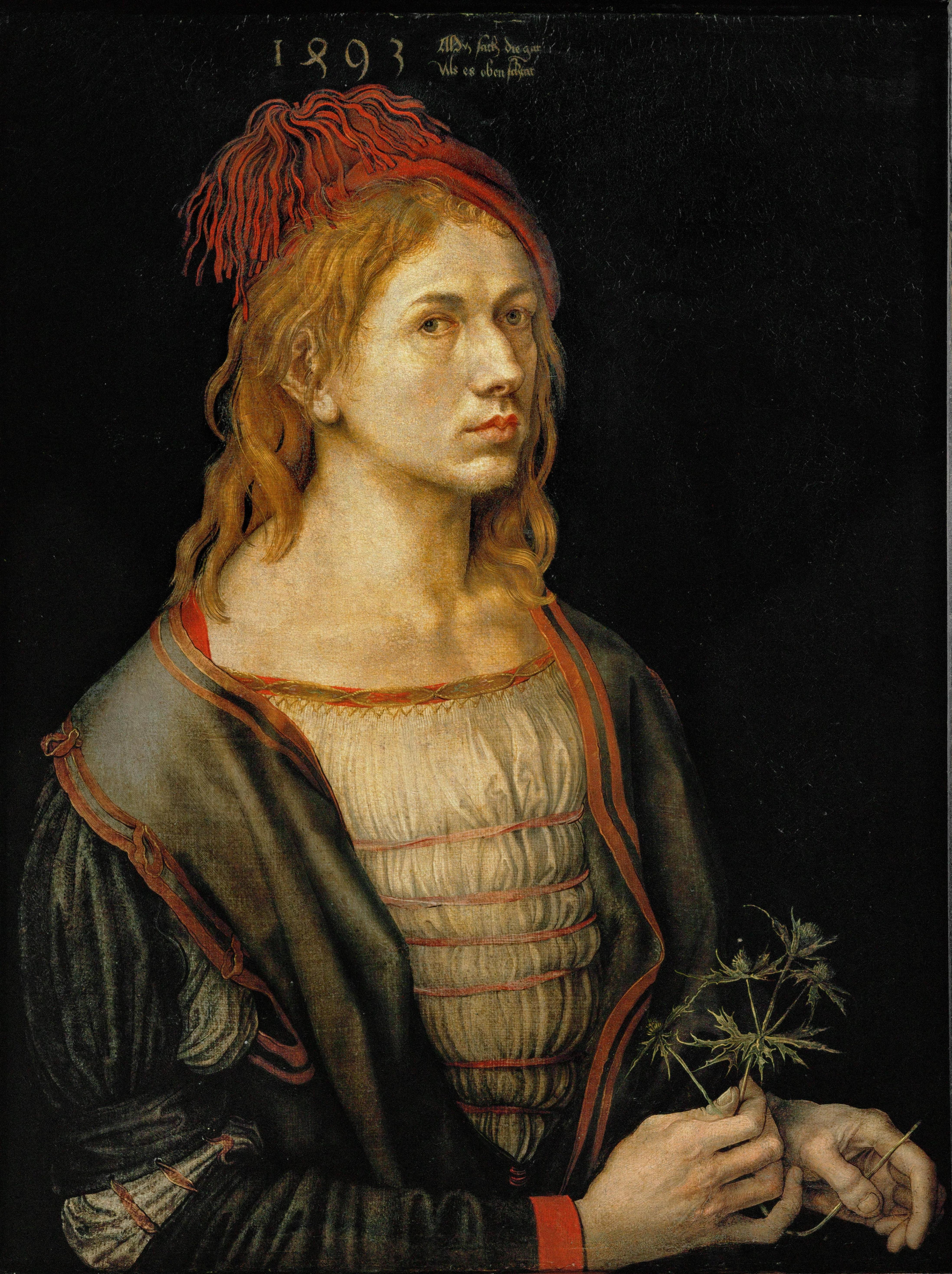
Albrecht Dürer (1493)

Ein Selbstbildnis oder Selbstporträt ist eine Selbstdarstellung der Physiognomie eines bildenden Künstlers mit den Mitteln der Malerei, Grafik, Plastik oder Fotografie.

## Geschichte

„Selbstbildnis des Israel van Meckenem dem Jüngeren mit Gemahlin“ (um 1490), der Druck des Kupferstichs zeigt wahrscheinlich den Künstler seitenrichtig, seine Gemahlin seitenverkehrt, da er das Spiegelbild von sich gestochen hat, aber das Original seiner Gemahlin abgebildet hat und der Druck die Seiten gedreht hat

Die ersten Selbstbildnisse soll es bereits in der Antike gegeben haben. Der berühmte griechische Bildhauer Phidias soll sich etwa auf dem Schild der von ihm geschaffenen Statue der Athena Parthenos selbst abgebildet haben.
Aus der mittelalterlichen Kunst sind kaum Selbstbildnisse überliefert; die meisten davon sind umstritten. Die vielleicht ältesten erhaltenen sind die von Johannes Aquila aus dem 14. Jahrhundert.
Seit der Renaissancezeit jedoch hat sich der selbstbewusste Künstler, der nun nicht mehr bloßer Handwerker war, sondern sich den Philosophen, Literaten und Wissenschaftlern der Zeit gleichwertig erachtete, im Selbstporträt ein Denkmal gesetzt. Neben der Auseinandersetzung mit der eigenen Physiognomie als Modell zeugen viele Selbstbildnisse auch von der inneren Auseinandersetzung des Künstlers mit sich selbst, mit den eigenen sich wandelnden Stimmungen und der eigenen Vergänglichkeit. Als erste autonome Künstlerselbstbildnisse gelten diejenigen von Albrecht Dürer vom Ende des 15. Jahrhunderts; das Bildnis eines Mannes mit Turban von Jan van Eyck aus dem Jahr 1433 ist als Selbstporträt umstritten. Die frühesten Künstlerselbstbildnisse der Renaissance sind jedoch keine Einzelbilder, sondern Bestandteile einer gemalten Personengruppe, aus welcher nur der Künstler aus dem Bild herausschaut. Der direkte Blickkontakt mit dem Betrachter ist bis in die Gegenwart hinein ein Charakteristikum der meisten Künstlerselbstporträts geblieben.

## Technik
Abgesehen vom häufigeren Einsatz von Spiegeln und Fotos als Vorlage entsprechen die Arbeitsweisen und Formen der Selbstbildnisse weitgehend denen anderer Porträts, etwa in der Porträtmalerei, Porträtfotografie oder als Porträtbüste. Im Unterschied zu Porträts fremder Personen sind die Seiten im Selbstbildnis häufig vertauscht, eben so wie der Maler sein Bild im Spiegel sieht.

## Auswahl von Selbstbildnissen

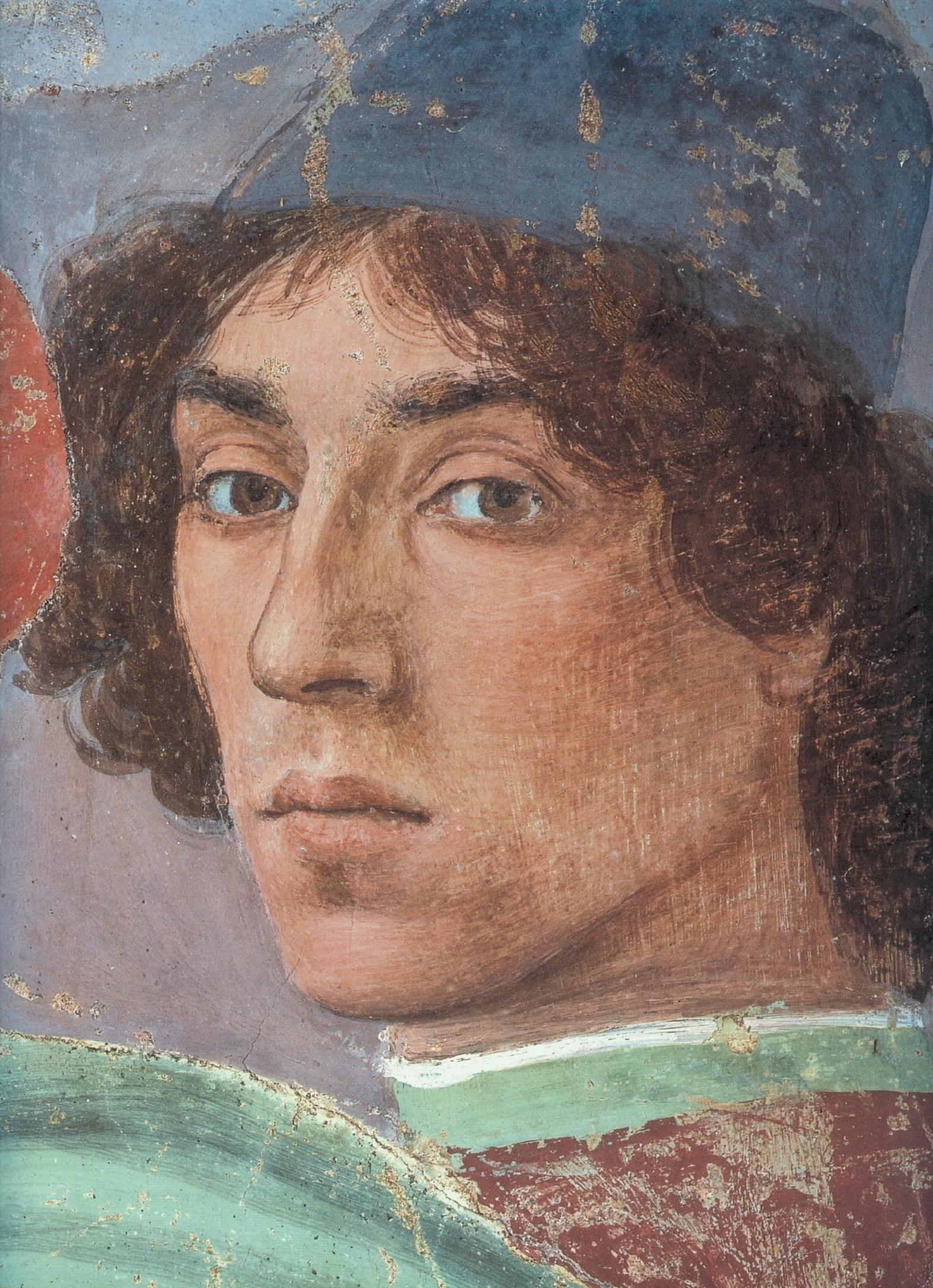
Filippino Lippi (um 1482)
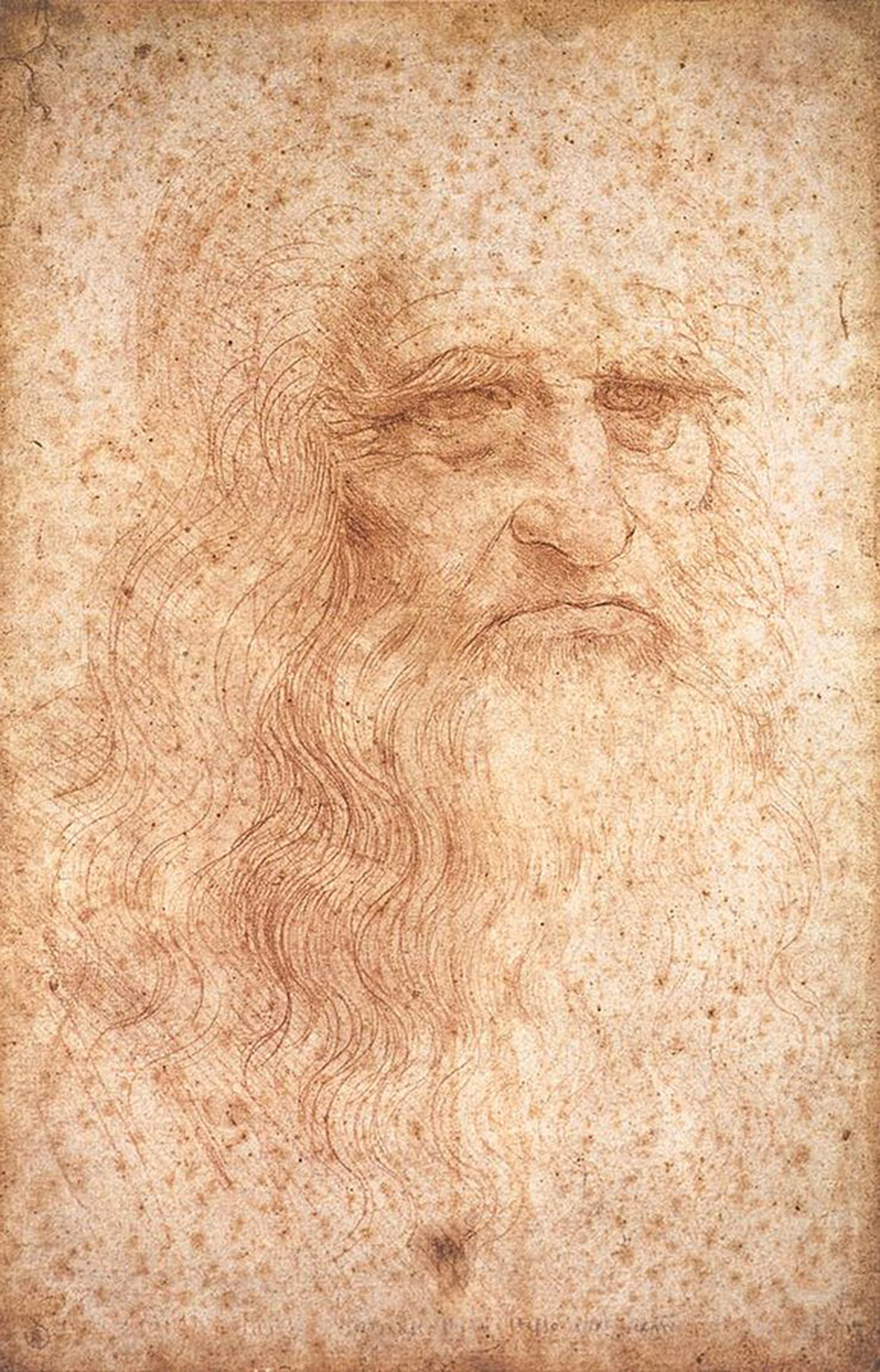
Leonardo da Vinci, Selbstporträt als alter Mann (um 1512)
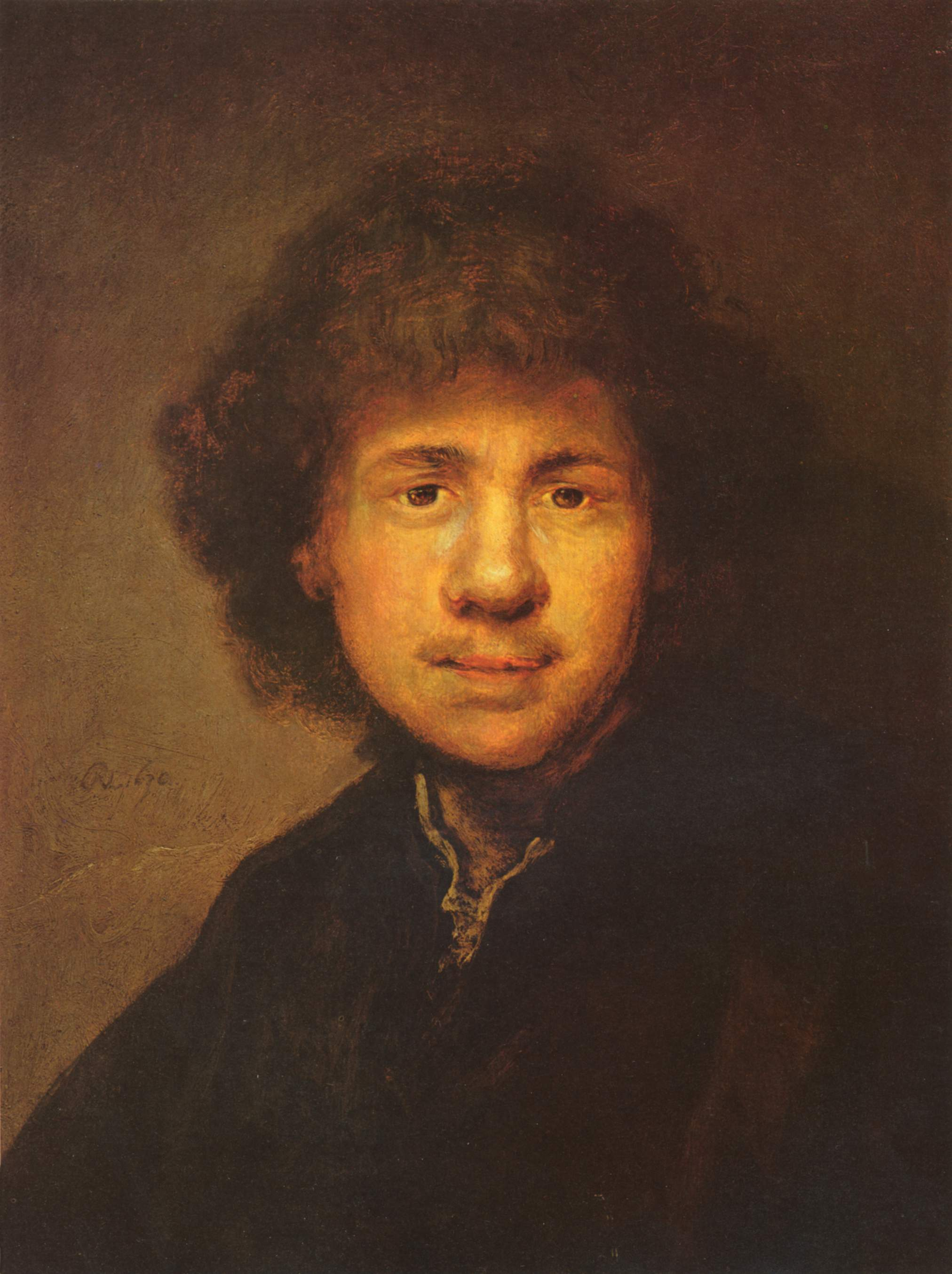
Rembrandt van Rijn (1630)
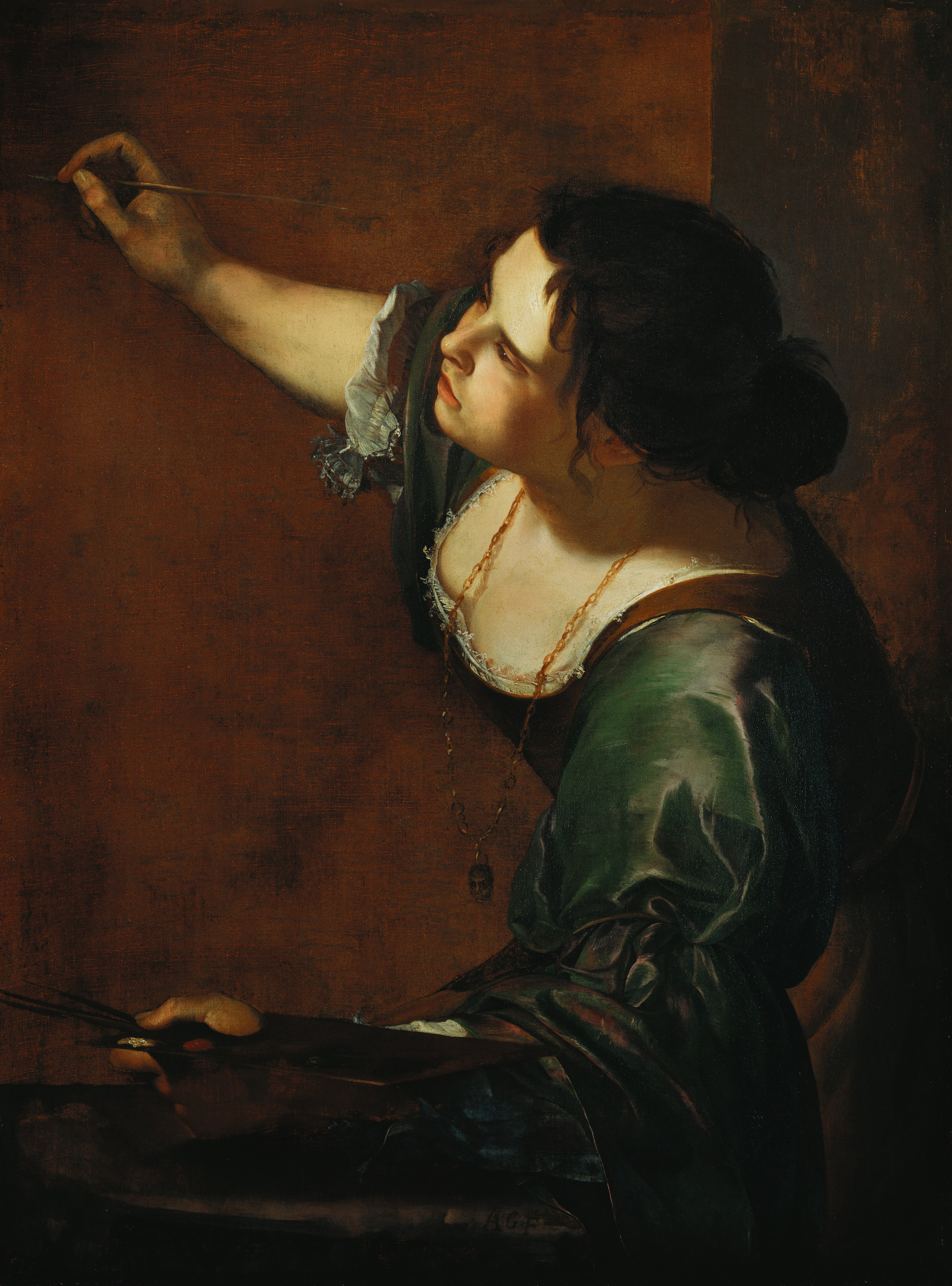
Artemisia Gentileschi (1638–1639)
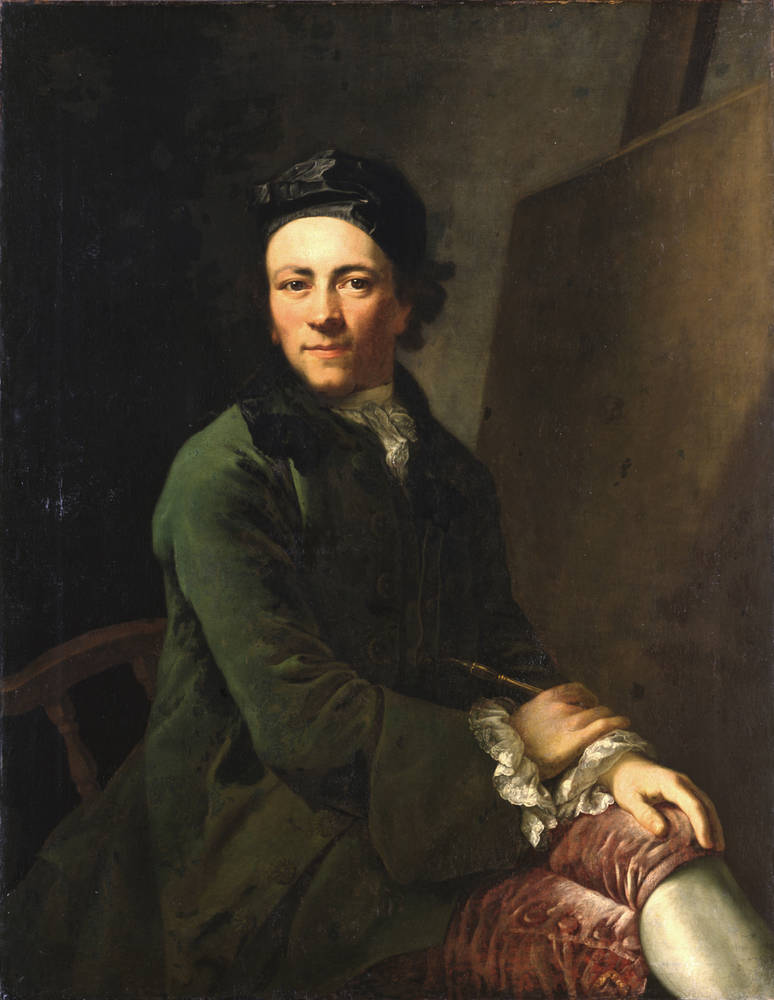
Anton Graff (1765)
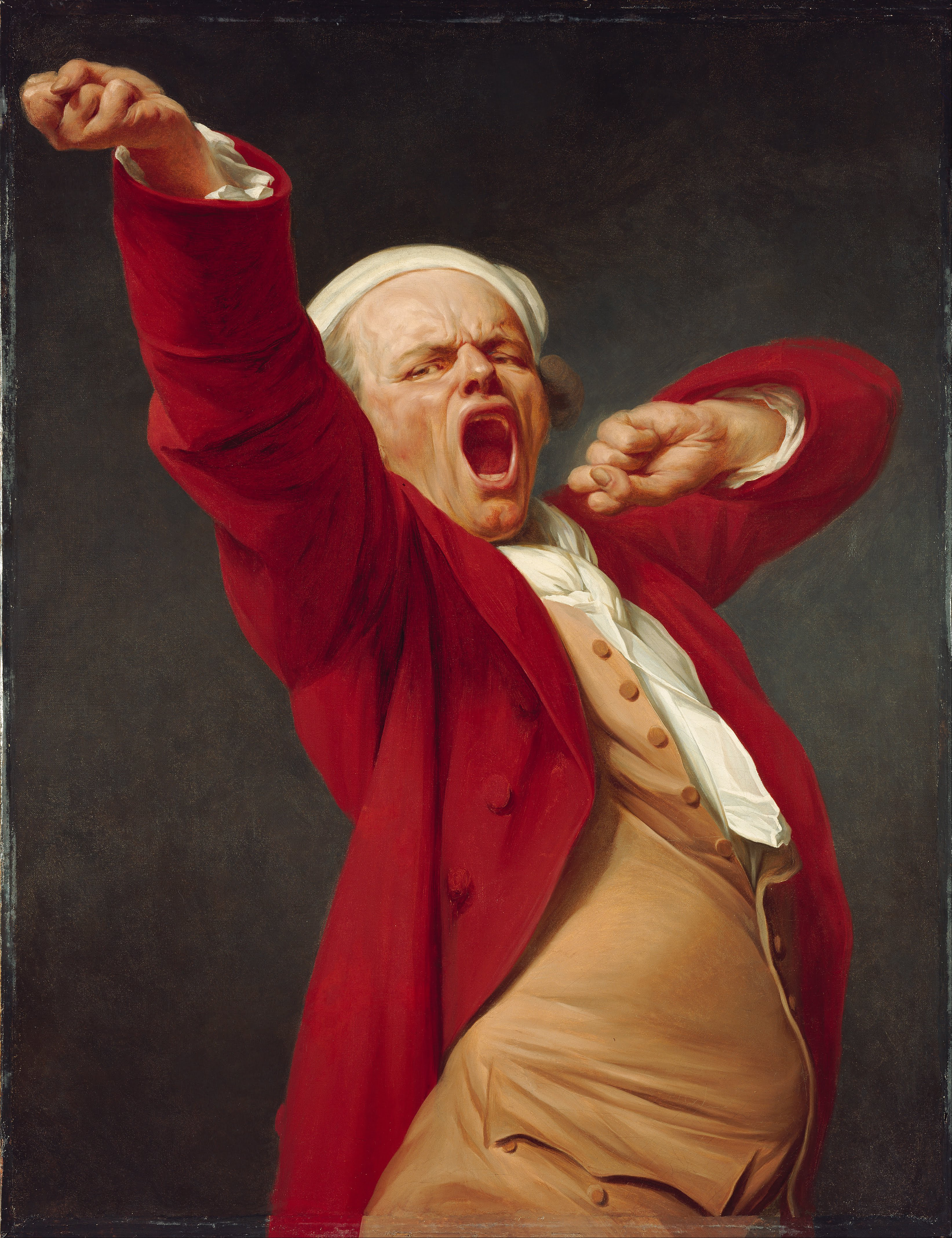
Joseph Ducreux, Selbstporträt (gähnend) (1783)
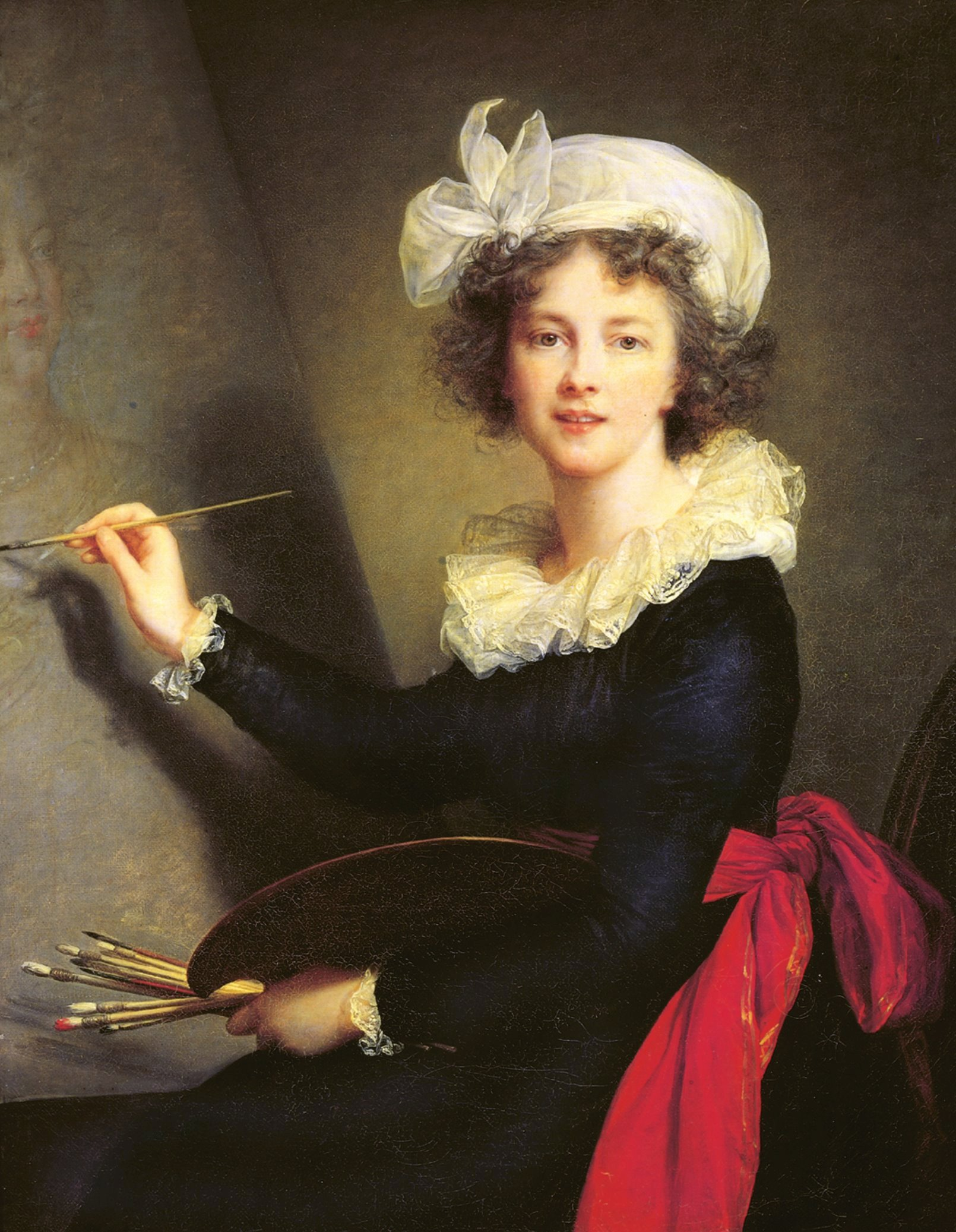
Élisabeth Vigée-Lebrun (1790)
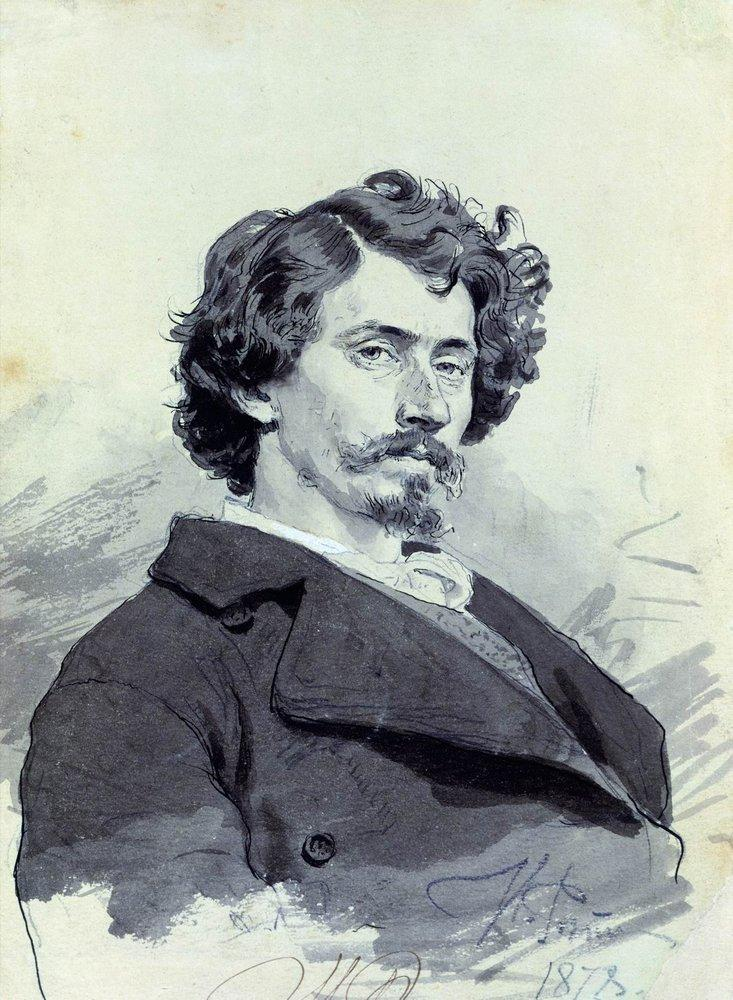
Ilja Jefimowitsch Repin (1878)
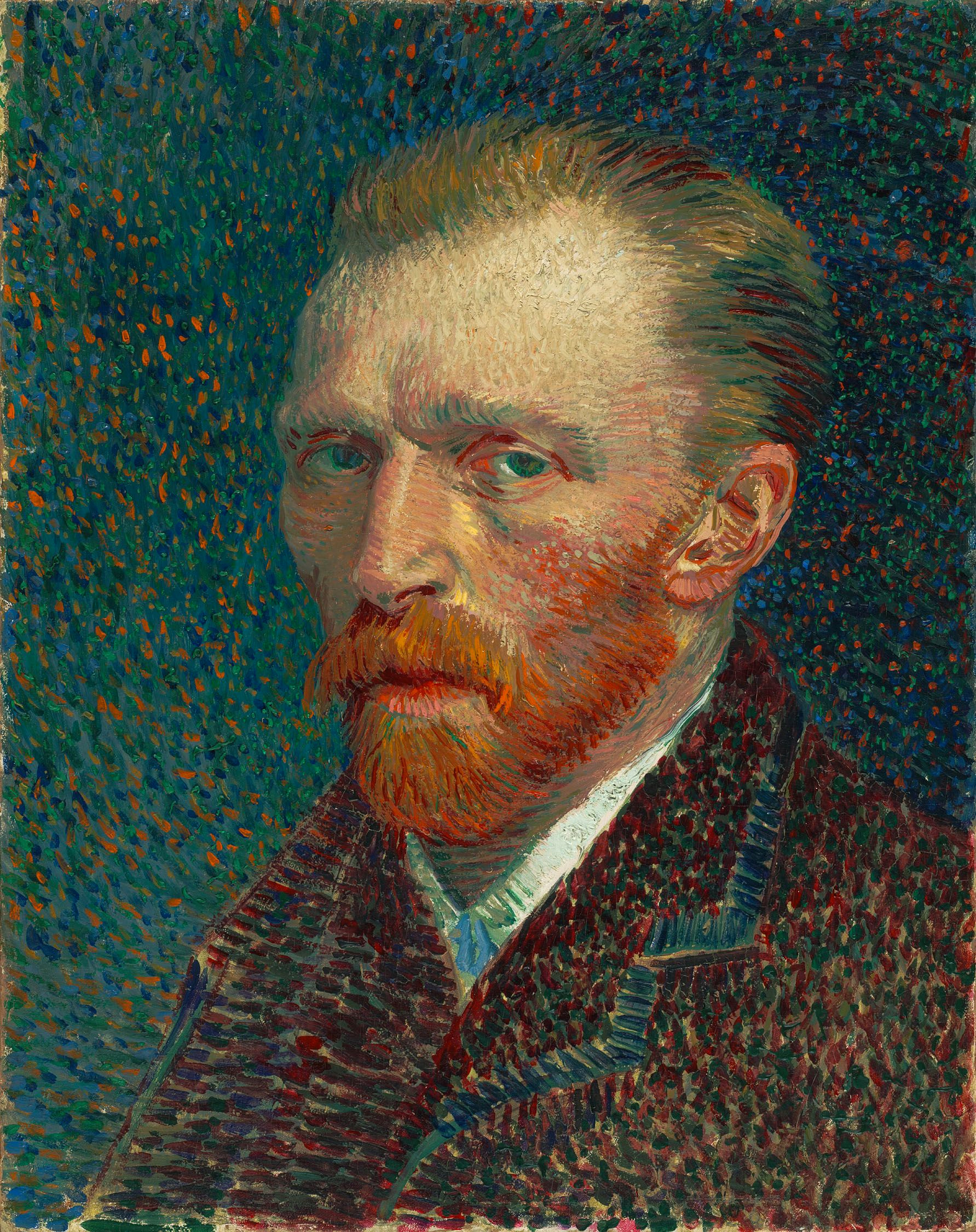
Vincent van Gogh (1886–1887)
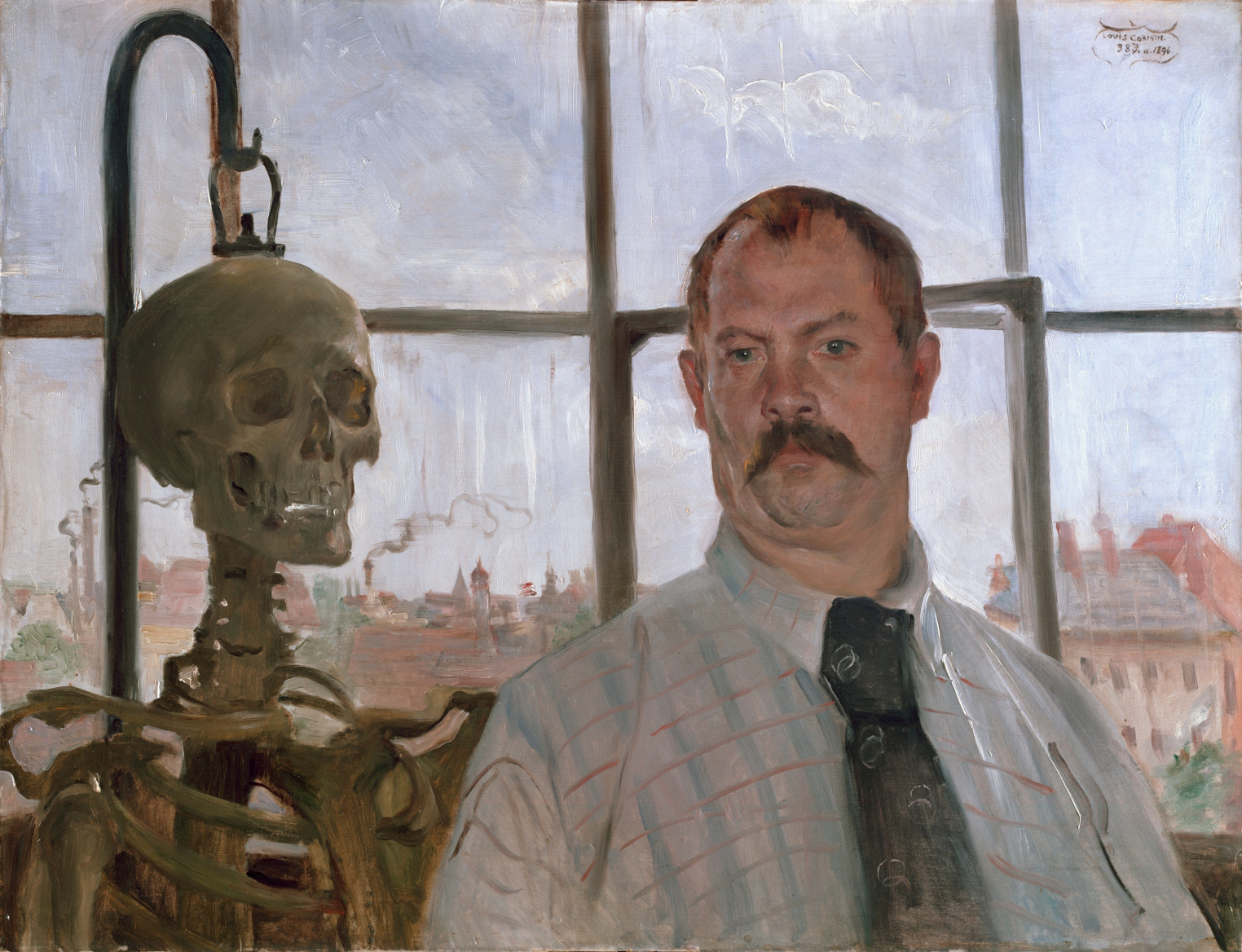
Lovis Corinth, Selbstporträt mit Skelett (1896)
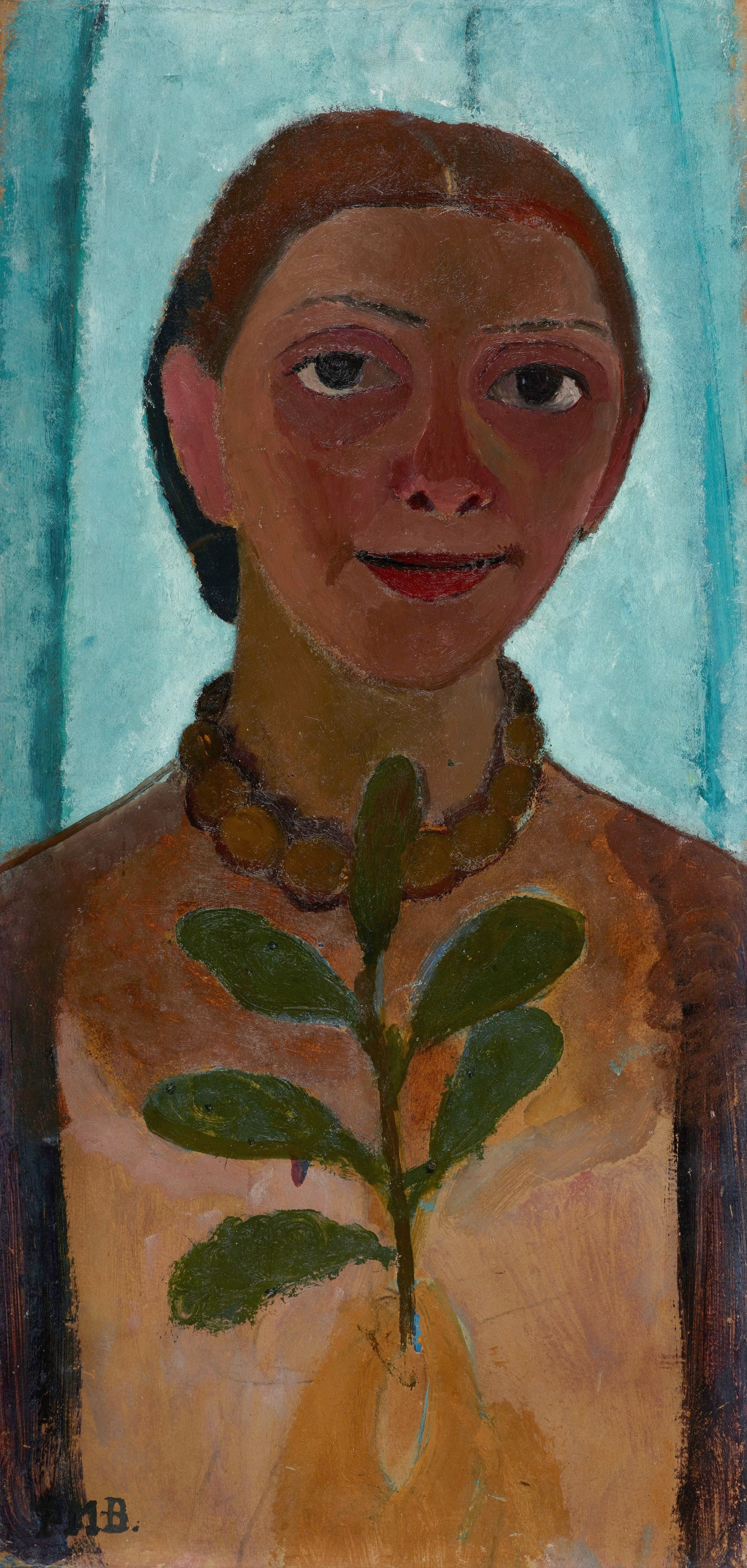
Paula Modersohn-Becker, (1907)
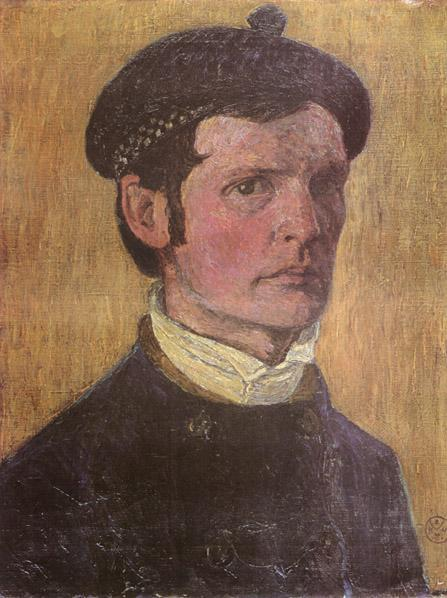
Heinrich Vogeler, Selbstbildnis mit Schottenkappe (1909)
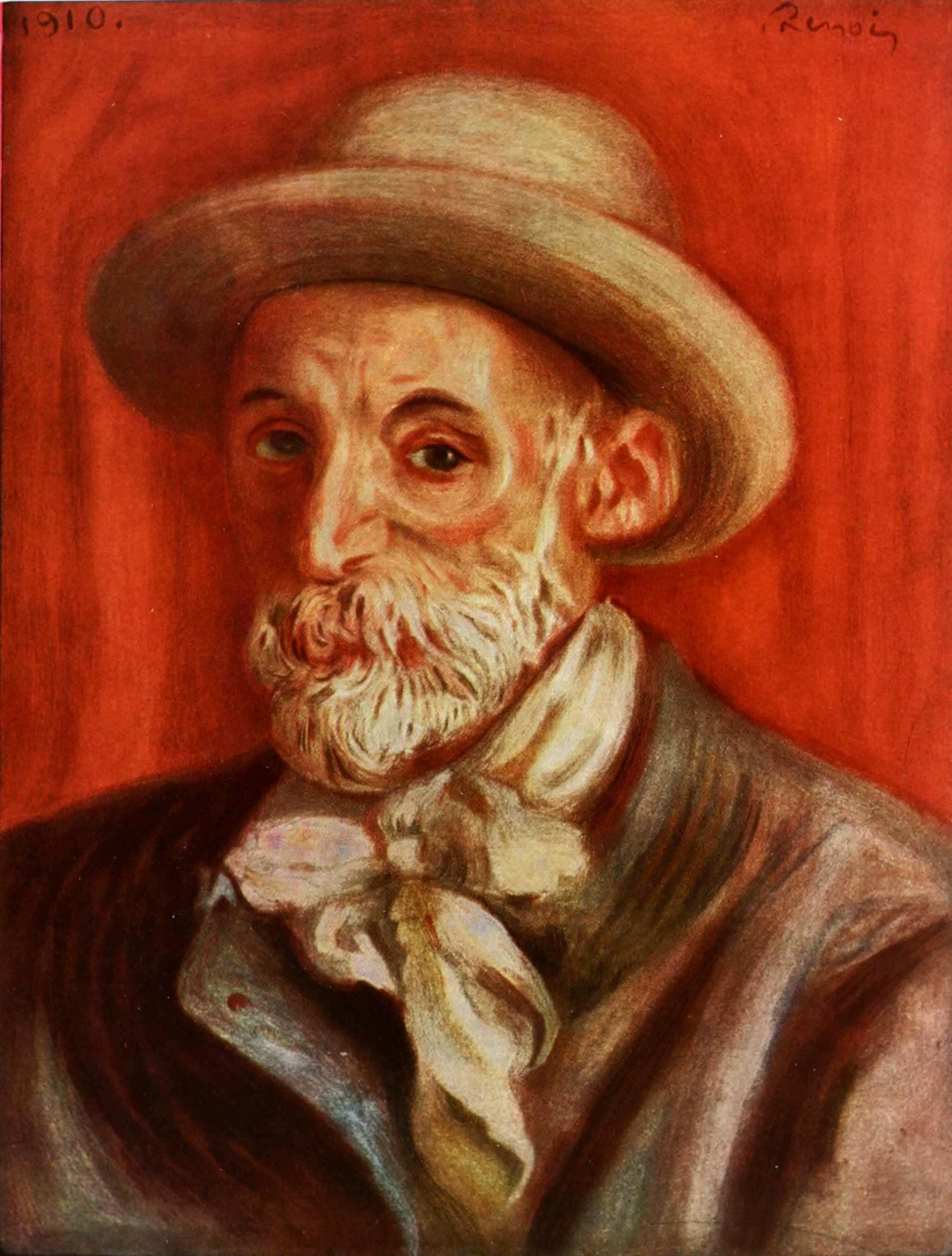
Pierre-Auguste Renoir (1910)
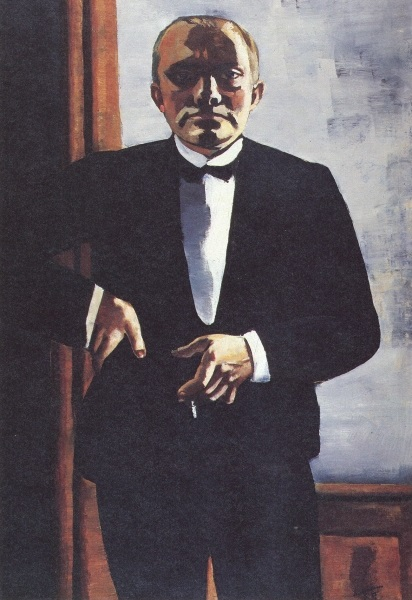
Max Beckmann, Selbstbildnis im Smoking (1927)
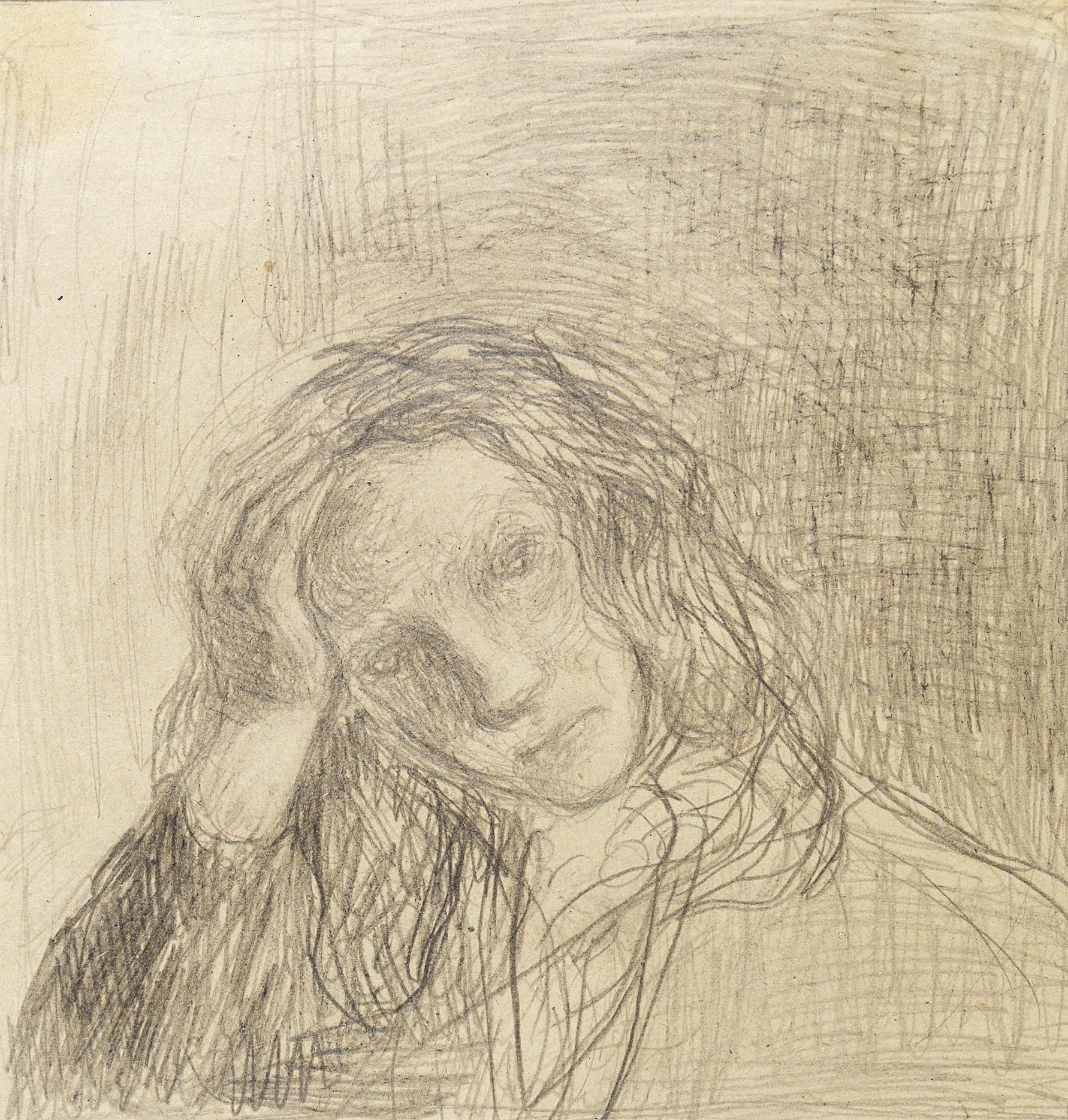
Ilka Gedő, Selbstporträt (1948)